# 岩鼻火薬製造所

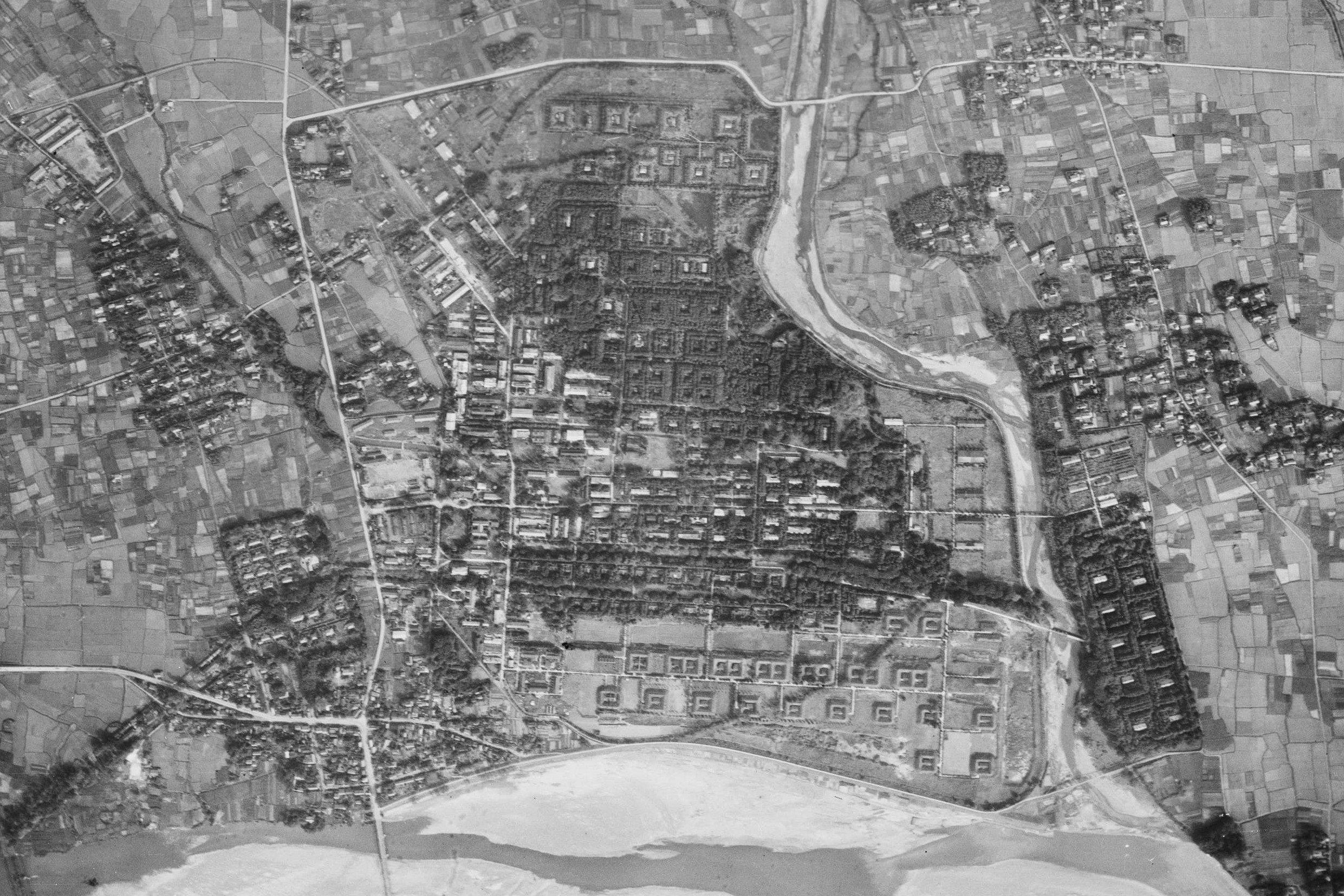
岩鼻火薬製造所跡（昭和22年（1947年））。東に井野川、南に烏川が流れる。

岩鼻火薬製造所（いわはなかやくせいぞうしょ）は、群馬県西群馬郡岩鼻町（現・高崎市岩鼻町）にあった日本陸軍の火薬工廠。現在跡地には北から順に国立研究開発法人量子科学技術研究開発機構高崎量子応用研究所、群馬の森（群馬県立歴史博物館、群馬県立近代美術館）、日本化薬株式会社高崎工場が位置する。

## 概要
東京砲兵工廠岩鼻火薬製造所として明治15年（1882年）11月から黒色火薬の製造を開始。板橋火薬製造所についで、日本で2番目の陸軍火薬製造所だった。
東京から距離がある当地に建設が決定したのは、東京との間に船便があり、水利に富み水車の利用が可能なためであった。
日露戦争中の明治38年（1905年）、工学博士石藤豊太を所長として日本で初めてのダイナマイト工場が建設され、翌年から珪藻土ダイナマイト・膠質ダイナマイトの製造を開始。以後昭和20年（1945年）8月の敗戦まで陸軍唯一のダイナマイト工場として稼働した。
明治39年（1906年）の板橋火薬製造所の黒色火薬製造中止、大正13年（1924年）の目黒火薬製造所の閉鎖に伴い、陸軍唯一の黒色火薬製造工場となった。
終戦時の工場の敷地面積は32万5000坪（約107万2500平方メートル）、主要機械4000台、従業員3956人、月産生産能力G無煙火薬（ニトログリセリン入りの無煙火薬）110トン、黒色火薬32トン、ダイナマイト180トンであった。

## 沿革
- 明治12年（1879年） - 群馬県西群馬郡岩鼻町に陸軍火薬製造所を建設することが決定される。5月、西郷従道陸軍卿と大山巌参謀本部次長らが建設地を視察[1][2]。
- 明治13年（1880年）5月 - 建設開始[1]。
- 明治15年（1882年）11月 - 東京砲兵工廠岩鼻火薬製造所として操業開始。敷地面積10万1386坪（約33万4574平方メートル）[1][6]。
- 明治17年（1884年） - 井野川対岸に八幡原火薬庫の建設が開始される[1]。
- 明治23年（1890年） - 八幡原火薬庫（面積1万5972坪4合5勺（約5万2709平方メートル））使用開始[1]。
- 明治27年（1894年） - 高崎線倉賀野駅が開業。工場との間の荷物輸送に荷馬車が利用された[7]。
- 明治38年（1905年）5月 - 構内にダイナマイト工場（建物43棟、1616坪（約5333平方メートル））完成[1][3]。
- 明治39年（1906年） - 珪藻土ダイナマイト、膠質ダイナマイトの製造を開始[1][3]。
- 大正6年（1917年）4月28日 - 岩鼻軽便鉄道が営業開始[7]。
- 大正12年（1923年） - 陸軍造兵廠の発足により陸軍造兵廠火工廠岩鼻火薬製造所となる[4][8]。
- 昭和2年（1927年） - 目黒火薬製造所の設備移設に伴う工場拡張のため、2万4500坪（約8万850平方メートル）の土地買収を実施[4]。
- 昭和9年（1934年） - 陸軍がG無煙火薬を採用。岩鼻火薬製造所で製造されることとなる[4]。
- 昭和13年（1938年） - 前年の軍需動員発令に伴い、急激な火薬増産が進められた結果、この年だけで4回の爆発事故が発生、死者24人を出した。特に12月19日午後2時35分に発生した爆発事故は、誘爆により3ヶ所で黒色火薬計4800キログラムが爆発し、死者13人、重軽傷者5人という創業以来最大の惨事となり、民家560軒に被害が出た[4]。
- 昭和15年（1940年） - 陸軍兵器本部の設立により東京第二陸軍造兵廠岩鼻製造所となる[4]。
- 昭和20年（1945年）
  - 5月 - 暗号名「ト号工事」と呼ばれた火薬製造所の地下工場建設が開始。群馬県では利根（沼田市上川田）、他県では岡山県の吉井（久米郡柵原町）、大分県の溝部（中津市）で着手された[4][9]。
  - 8月14日 - 伊勢崎・玉村方面の空襲に伴い、工場周辺にも焼夷弾などが投下されたが構内に被害はほとんどなかった[4]。
- 昭和49年（1974年） - 群馬の森開園[10]。

## 遺跡

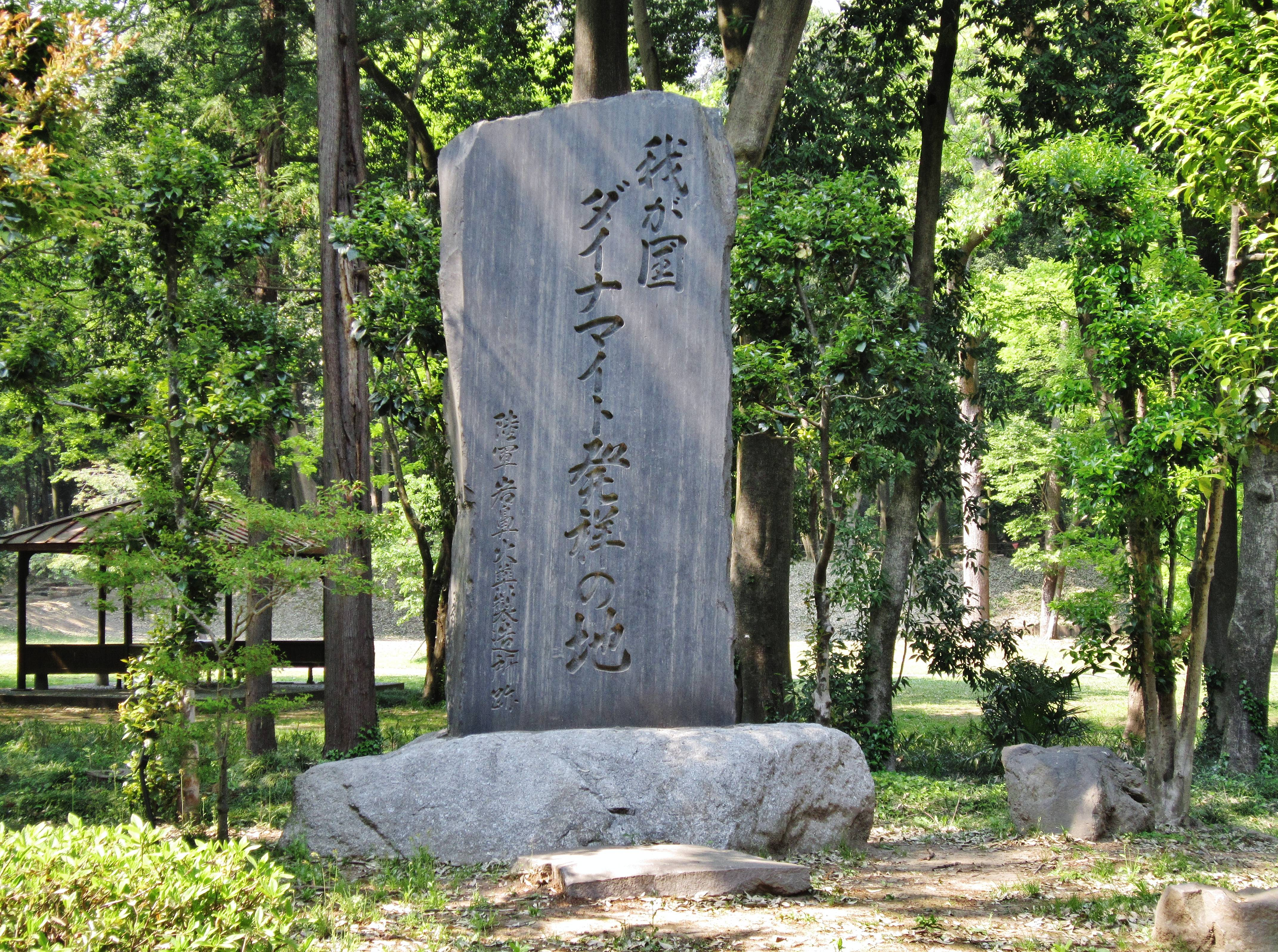
「我が国ダイナマイト発祥の地」碑

### 群馬の森
群馬の森開設に伴い、火薬製造所時代の建物111棟、水槽サイロなどのコンクリート工作物57基が解体された。
- 土塁 - 爆発事故発生時に被害を軽減するため、火薬工室周囲を囲んでいた土塁と、工室に行くためのコンクリート製トンネルが現存する。土塁には工場操業当時から爆風よけにシラカシが植えられていた。
- 「我が国ダイナマイト発祥の地」碑 - 昭和48年（1973年）建碑。
- 火薬工室 - 日本化薬株式会社との敷地境界に、昭和12年（1937年）後半ごろの建築となる、トタン葺鉄筋コンクリート造の火薬工室を見ることができる。
- 射場 - 公園敷地の東端近くに、昭和10年（1935年）完成の射場である巨大なコンクリート製トンネルを金網越しに見ることができる。
- ダイナマイト工室 - 公園北側には、木造のダイナマイト工室が平成19年（2007年）時点で2棟現存している。
- 「記憶　反省　そして友好」碑 - 平成16年（2004年）建碑の群馬県朝鮮人・韓国人強制連行犠牲者追悼碑。製造所内では強制連行された朝鮮人などは働かされていなかったが、敗戦直前の地下工場掘削に朝鮮人などが従事させられた。

### 日本化薬株式会社高崎工場
- 正門 - 昭和13年（1938年）から14年にかけての敷地拡張に伴い建設。
- 事務所 - 昭和4年（1929年）建築の鉄筋コンクリート造。現日本化薬株式会社高崎研究所事務所。
- 共栄門
- 頌徳碑 - 昭和19年（1944年）建碑。

### 県道西側地域
- 「殉職者の碑」 - 昭和7年（1932年）建碑。群馬県道・埼玉県道13号前橋長瀞線西側の天神山にある天満宮に所在。
- 将校集会所 - 天神山北に所在。木造平屋建て瓦葺寄棟造。昭和12年（1937年）元日に幹部職員の集合写真が建物前で撮影されている。官舎地帯では唯一現存する建物となっている。